# Guido Goldschmiedt
Guido Goldschmiedt (Trieste, 29 de mayo de 1850 – Gainfarn, 6 de agosto de 1915) fue un químico austríaco. A lo largo de su carrera científica colaboró con Bunsen en Heidelberg y con Baeyer en Estrasburgo. Fue profesor en la Universidad de Viena y en la Universidad de Praga. Sus contribución más notable fue la determinación de la estructura de numerosos compuestos naturales, como la papaverina o el ácido elágico.

## Vida
Goldschmiedt nació en Trieste, importante ciudad portuaria del Imperio austríaco. Empezó a estudiar economía en la Escuela de Negocios de Fráncfort del Meno, pero decidió abandonar dichos estudios y centrarse en una formación de carácter científico que recibió en diversas instituciones educativas. En 1869 regresó a Viena, donde vivía parte de su familia, y comenzó a estudiar química en la Universidad de Viena. Allí tuvo como profesores a algunos de los químicos más notorios de la época en Viena, como Josef Redtenbacher o Franz Cölestin Schneider. En 1871 se trasladó a la Universidad de Heidelberg, en Alemania. En esta universidad se doctoró, bajo la supervisión de Robert Wilhelm Bunsen y su asistente Blum, con un trabajo sobre la química inorgánica analítica de los minerales. Posteriormente, consiguió una posición posdoctoral en la Universidad de Estrasburgo en el grupo de Adolf von Baeyer. Goldschmiedt trabajó en el campo de la química orgánica durante dos años, completando su formación con estudios de mineralogía y de cristalografía bajo la tutela de Paul Heinrich von Groth. En esos años, otros importantes científicos como Hermann Emil Fischer o Franz S. Exner trabajaron también en el grupo de von Baeyer en Estrasburgo. Goldschmiedt abandonó el grupo de von Bayer para unirse al de Schneiders en la Universidad de Viena. Tras su habilitación como profesor en 1875, Goldschmiedt fue enviado como observador oficial a la Exposición Universal de Filadelfia, celebrada en 1876. Después de visitar California, regresó a Viena y contrajo matrimonio en 1886. Cuatro años después, en 1890, logró el puesto de profesor asistente en la Universidad de Viena y al año siguiente se convirtió en profesor titular. En 1891, Goldschmiedt se trasladó a la Universidad de Praga, donde permaneció durante los siguientes veinte años. Durante ese tiempo, recibió el premio Lieben (1892) y fue miembro del Comité Ejecutivo de la Sociedad Alemana de Química en 1900 y 1901. En 1911, Goldschmiedt ocupó el puesto que ocupaba Zdenko Hans Skraup en la Universidad de Viena y centró sus actividades en tareas de carácter administrativo, tales como la supervisión de la construcción de nuevos laboratorios o la reorganización del Instituto. A partir de 1914, su salud empezó a deteriorarse paulatinamente. Goldschmiedt falleció el 6 de agosto de 1915.

## Trabajo

Estructura de la papaverina

Las primeras investigaciones de Goldschmdiet en la Universidad de Estrasburgo se centraron en la síntesis de DDT, a través de la reacción entre bromal y benceno seguida de una reducción con zinc caliente para formar estilbeno. En Viena, su trabajo se focalizó en la química de productos naturales derivados de las plantas. Descubrió que la relación entre el ácido erúcico, el ácido brasidínico y el ácido behénico se correspondía con la relación entre los ácidos grasos oleico, elaídico y esteárico. Goldschmiedt realizó mejoras en el método que Viktor Meyer había desarrollado para determinar la masa molecular de compuestos de bajo punto de ebullición. El mineral indralita y los subproductos generados por el proceso de obtención de mercurio a partir de dicho mineral fueron el punto de partida de sus estudios sobre hidrocarburos policíclicos aromáticos, especialmente el idrilo y los pirenos. Goldschmiedt se centró en estas investigaciones desde 1877 hasta 1883. Durante los siguientes cinco años, se embarcó en el proyecto de la determinación estructural de la papaverina, un compuesto que se encuentra en las semillas de la amapola y del opio. En 1889, en la que fue su novena publicación sobre la determinación estructural de la papaverina, concluyó que ésta había sido resuelta finalmente. En la Universidad de Praga, Goldschmiedt tuvo que dedicarse al análisis de aguas potables en Bohemia, lo que impidió que pudiera dedicar más tiempo a sus otras líneas de investigación. Debido a esta circunstancia, la determinación estructural de la scutellarina le llevó varios años y, aunque su primera publicación sobre este tema fue en 1901, no fue hasta 1910 que pudo aislar muestras suficientes para poder abordar un estudio más concienzudo de la scutellarina. En Praga, Goldschmiedt también se dedicó a investigar la glucuronolactona y la ratanhina, una sustancia presente en el árbol sucupira amarela (Ferreira spectabilis). Goldschmiedt encontró este compuesto almacenado desde 1868, cuando un estudiante de doctorado lo había analizado de manera preliminar y, aunque la muestra era muy escasa, Goldschmiedt logró esclarecer que la sustancia era en realidad metiltirosina, una catecolamina.